# Type 730
Het Type 730 is een Chinees nabijheidsverdedigingssysteem voor marineschepen tegen antischeepsraketten.
Het kan voorts ingezet worden tegen andere raketten, vliegtuigen, boten, zeemijnen en landdoelwitten.
De ontwikkeling ervan begon begin jaren 1990 en verving het Type 76A dubbel 37mm-luchtafweerkanon.
Het wordt thans geïnstalleerd op het Type 052B-, Type 052C- en Type 051C-torpedobootjager en het Type 054A-fregat.
Op andere Chinese marineschepen wordt nog steeds het Russische A-213 Vympel-A-systeem geplaatst.
Voor gebruik op land werd de LD-2000-variant afgeleid, die achteraan op een vrachtwagen wordt geplaatst.
Ondanks uiterlijke gelijkenis met het Nederlandse Goalkeeper-systeem zou het Type 730 een door China ontwikkeld vuurcontrolesysteem en kanon omvatten.
Ook zouden in het begin Franse radarsystemen geëvalueerd zijn op het Type 730.

## Radar
De richtmiddelen van het Type 730 zijn boven op de toren geplaatst.
Ze omvatten een vuurcontroleradar en een elektrisch-optisch systeem.
Dit laatste omvat een tv-camera, infraroodcamera en een laserafstandsmeter die doelwitten tot 5 à 6 km ver kan volgen.
De radar kan doelen met een radardoorsnede van 0,1m tot op 8km afstand detecteren.

## Kanon
Het door twee elektromotoren aangedreven roterende zevenloopssnelvuurkanon werd in China ontwikkeld.
Uiterlijk vertoont het sterke gelijkenis met het Amerikaanse GAU-8 Avenger-kanon dat door het Goalkeeper-systeem wordt gebruikt.
Het kanon heeft een maximaal bereik van drie kilometer en vuurt normaal gezien op doelwitten tussen 1 en 1,5 kilometer ver.
De vuursnelheid is 4600 tot 5800 schoten per minuut, of 77 tot 97 per seconde.

## Munitie
Het kanon wordt gevoed door twee magazijnen van 500 patronen elk.
Meestal bevat het ene patronen met HE-granaten (hoogexplosief) en het andere APDS (pantserdoorborend met losse manchet).
De lege hulzen worden vooronderaan uitgeworpen.